# Francesco Paolucci
Francesco Paolucci (ur. w sierpniu 1581 w Forlì, zm. 9 lipca 1661 w Rzymie) – włoski kardynał.

## Życiorys
Urodził się w sierpniu 1581 roku w Forlì, jako syn Giovanniego Paolucciego i Bernardiny Maseri. Studiował literaturę i prawo, a po studiach miał być przeznaczony do małżeństwa. Został jednak adwokatem w Kurii Rzymskiej i referendarzem Najwyższego Trybunału Sygnatury Apostolskiej. Kilkakrotnie odmówił także sakry biskupiej. 9 kwietnia 1657 roku został kreowany kardynałem prezbiterem i otrzymał kościół tytularny San Giovanni a Porta Latina. W tym samym roku został także prefektem Kongregacji Soborowej. Zmarł 9 lipca 1661 roku w Rzymie.